# Kelly Lamrock
Kelly Lamrock (né le 5 février 1970 en Saskatchewan) est un avocat et un homme politique canadien, anciennement député libéral de Fredericton-Fort Nashwaak à l'Assemblée législative du Nouveau-Brunswick et ministre.

## Biographie
Kelly Lamrock a un baccalauréat en arts de l'Université Saint-Thomas en 1995 et un diplôme en droit de l'Université du Nouveau-Brunswick en 1997. Il a été président de la fédération des étudiants des deux universités, président national de la Fédération canadienne des étudiantes et étudiants et président fondateur de l'Alliance étudiante du Nouveau-Brunswick. Il devient directeur des politiques et des communications pour l’Association des soins de santé du Nouveau-Brunswick en 1998. Il a ensuite été directeur des affaires étudiantes à l'Université Saint-Thomas et il a enseigné des cours de sciences politiques à l'Université Saint-Thomas et à l'Université du Nouveau-Brunswick à Saint-Jean. Il est membre du Barreau du Nouveau-Brunswick et de l'Association du Barreau canadien.
Kelly Lamrock est membre du Parti libéral du Nouveau-Brunswick. Il est élu à la 55e législature pour représenter la circonscription de Fredericton-Fort Nashwaak à l'Assemblée législative du Nouveau-Brunswick le 9 juin 2003, lors de la 55e élection générale. Il est nommé leader parlementaire de l'Opposition officielle et porte-parole de l'Opposition en matière d’apprentissage, d’emploi, d’innovation, de réforme démocratique, des droits de la personne et de la Commission de la capitale provinciale. Il est aussi membre du Comité permanent des prévisions budgétaires, du Comité permanent de la procédure et du Comité d'administration de l'Assemblée législative.
Kelly Lamrock est réélu à la 56e législature le 18 septembre 2006, lors de la 56e élection générale. Il est assermenté au Conseil exécutif le 3 octobre 2003 dans le gouvernement de Shawn Graham et nommé ministre de l'Éducation et ministre responsable de la Commission de la capitale provinciale. Durant son mandat, il est également président du Conseil des ministres de l’Éducation (CMEC), et de la Conférence des ministres de l’Éducation ayant le français en partage (CONFEMEN). Lors du remaniement ministériel du 22 juin 2009, il est nommé ministre du Développement social et ministre responsable de l’habitation par Shawn Graham mais conserve son ancien poste de ministre responsable de la Commission de la capitale provinciale. Il est aussi nommé procureur général en janvier 2010.
Il est candidat à sa succession lors de la 57e élection générale, qui se tient le 27 septembre 2010, mais n'est pas réélu.
Le jeudi 14 février 2013, il décide de se joindre au Nouveau Parti démocratique du Nouveau-Brunswick.
Kelly Lamrock est impliqué dans les troupes de théâtre communautaires et a été bénévoles lors de collectes de fonds. Il est membre d'Amnesty International. Son épouse se nomme Karen et le couple a deux enfants, Kennedy et Kayleigh.